# Ernest Labrousse
Camille-Ernest Labrousse (Barbezieux, Poitou-Charente, 16 de març de 1895 – París, 24 de maig de 1988) va ser un historiador francès especialitzat en la història econòmica i social.
Labrousse establí un model històric centrat en tres nusos —econòmic, social i cultural— inventant la història quantitativa a vegades anomenada actualment "cliomètrica". Va aplicar mètodes estadístics basant-se en biografies i en els relats de testimonis individuals, els quals han proporcionat la columna vertebral de la historiografia tradicional, va aplicar mètodes estadístics i va influir en tota una generació. Fernand Braudel va dir que, si no fos per Labrousse, "els historiadors no haurien pogut reeixir en l'estudi dels salaris i els preus". La prominència de Labrousse també es va deure al seu lloc a la Sorbona, on va supervisar les tesis doctorals de tota una generació d'historiadors.
La seva primera gran obra va tenir el títol de Esquisse du mouvement des prix et des revenus en France au XVIIIe siècle ("Esbós de l'evolució dels preus i els ingressos a França durant el segle XVIII", 1932).
El treball propi de Labrousse es concentra en la França dels segles XVIII i XIX, però el seu mètode es pot aplicar a altres èpoques.
Labrousse no era estrictament un membre de l'escola dels Annales d'historiadors, els quals estaven massa influïts per les idees preconcebudes de la historiografia marxista per a satisfer-lo, però hi va col·laborar per a crear una nova demografia humana. El 1948 va presidir una cèlebre conferència titulada "Com s'originen les revolucions," centrant-se en les revolucions franceses de 1789, 1830 i 1848, i aplicant-hi la seva metodologia social, econòmica i política. El 1979 va rebre el Premi Balzan d'història (ex aequo amb Giuseppe Tucci).
Labrousse va ser inicialment alumne de François Simiand.

## Obres principals
- Esquisse du mouvement des prix et des revenus en France au XVIIIe siècle, 2 vols. (Paris:Dalloz) 1932.
- La Crise de l'économie française à la fin de l'ancien régime et au début de la Révolution (Paris:PUF) 1943, amb la qual va guanyar la càtedra per a la Sorbonne.
- Histoire économique et sociale de la France, 3 vols. (Paris:PUF) 1970-79.
- Le XVIIIe siècle. Révolution intellectuelle, technique et politique (1715-1815), Presses Universitàries de France. París. Amb Roland Mousnier dir. Maurice Crouzet